# Nomifensina
La nomifensina è un antidepressivo tetraisochinolinico che agisce bloccando il re-uptake della dopamina e probabilmente anche quello della noradrenalina. La molecola, sviluppata da un team di ricercatori della società farmacologica Hoechst (ora Sanofi-Aventis) negli anni 60, non presenta attività sedativa e anticolinergica. 
Negli anni 80 comparvero in letteratura medica delle segnalazioni circa il potenziale di dipendenza psicologica, tipicamente in pazienti con pregressi di dipendenza da sostanze. Ne venne quindi segnalato il potenziale d'abuso, in particolare quando il farmaco veniva utilizzato ad alte dosi.
Il composto è stato ritirato dal commercio in tutto il mondo nel 1986 per gli importanti effetti collaterali e in particolare per l'elevato rischio di anemia emolitica acuta con emolisi intravascolare.

## Farmacodinamica
A livello delle sinapsi nervose il composto aumenta la concentrazione di noradrenalina (norepinefrina) e di dopamina disponibile per i specifici recettori, grazie al blocco dei trasportatori finalizzati al reuptake di delle citate catecolamine. L'inizio d'azione del farmaco è rapido. La molecola non è dotata di effetti di tipo sedativo e non sembra prolungare l'anestesia indotta dall'alcool. La nomifensina si caratterizza per un'efficacia paragonabile, se non superiore, a quella composti triciclici di riferimento, dalla quale differisce dalla mancanza di una distinta attività anticolinergica.

## Farmacocinetica
A seguito di somministrazione per via orale nomifensina viene rapidamente assorbita dal tratto gastroenterico e le concentrazioni allo steady-state sono raggiunte entro 5 giorni. L'emivita della nomifensina risulta di 1,5-4 ore. Il legame con le proteine plasmatiche è pari al 60-75%. L'eliminazione dall'organismo avviene entro 48 ore per il 96% attraverso l'emuntorio renale e per il 3% con le feci, principalmente come molecola glucurono-coniugata e in forma di metaboliti (4'-idrossinomifensina, 3'-idrossi-4'-metossinomifensina, 3-(metossi-4'-idrossinomifensina).

## Tossicologia
Studi eseguiti sugli animali (topo e nel ratto hanno evidenziato valori della dose letale 50 (DL50) rispettivamente di 400 e 430 mg/kg peso corporeo (quando somministrato per os), e di 90 e 72 mg/kg peso corporeo per via endovenosa.

## Usi clinici
La nomifensina trovava indicazione nel trattamento della melanconia e della sindrome depressiva.
In trial clinici paragonata alla imipramina, amitriptilina, nortriptilina, maprotilina, nonché altri e diversi farmaci ad azione antidepressiva si è dimostrata efficace quanto altri agenti antidepressivi standard.

## Dosi terapeutiche
La nomifensina veniva somministrata per via orale in dosi di 150 mg al giorno, suddivisi in 2-3 volte al giorno. Nei soggetti anziani la posologia doveva essere ridotta a 25 mg 3 volte al giorno.

## Effetti collaterali e indesiderati
Tra gli effetti avversi riportati durante il trattamento con nomifensina sono stati riportati anemia emolitica acuta,
insufficienza renale, 
sintomi paranoidi, sonnolenza oppure insonnia, cefalea e xerostomia.
Gli effetti indesiderati a carico dell'apparato cardiovascolare comprendono tachicardia e cardiopalmo, ma risultano paragonabili se non inferiori a quelli di altri antidepressivi.

## Controindicazioni
Il farmaco trovava controindicazione nei soggetti con ipersensibilità nota al principio attivo, a molecole chimicamente correlate oppure ad uno qualsiasi degli eccipienti contenuti nella formulazione farmaceutica. È inoltre particolarmente controindicato nei soggetti affetti da insufficienza renale, ischemia cardiaca, mania, tendenza al suicidio.
Un'ulteriore controindicazione è rappresentata da quei soggetti che son in trattamento con inibitori della monoamino ossidasi (IMAO) o che abbiano interrotto un simile trattamento da meno di 14 giorni.

## Interazioni
- Guanetidina: la contemporanea somministrazione con nomifensina può ridurre gli effetti dell'antiipertensivo. La guanetidina induce ipersensibilità dei vasi all'azione della noradrenalina e perciò rafforza ulteriormente l'effetto della nomifensina.[21]